# Inge Meidinger-Geise
Inge Meidinger-Geise (* 16. März 1923 als Ingeborg Geise in Berlin; † 10. Oktober 2007 in Erlangen) war eine deutsche Schriftstellerin.

## Leben
Inge Meidinger-Geise war die Tochter eines Kaufmanns. Nach dem Besuch eines Lyzeums begann sie in Berlin ein Studium der Germanistik und Geschichte, das sie an der Universität Erlangen fortsetzte. 1945 promovierte sie dort mit einer Arbeit über Agnes Miegel zum Doktor der Philosophie und arbeitete anschließend als freie Schriftstellerin und Journalistin. Von 1946 bis zu dessen Tod im Jahre 1979 war sie verheiratet mit dem Rechtsanwalt Konrad Meidinger. Von 1967 bis 1986 lebte sie in Halle/Westfalen. Von 1980 bis 1988 war sie Mitarbeiterin im Kulturamt der Stadt Erlangen.

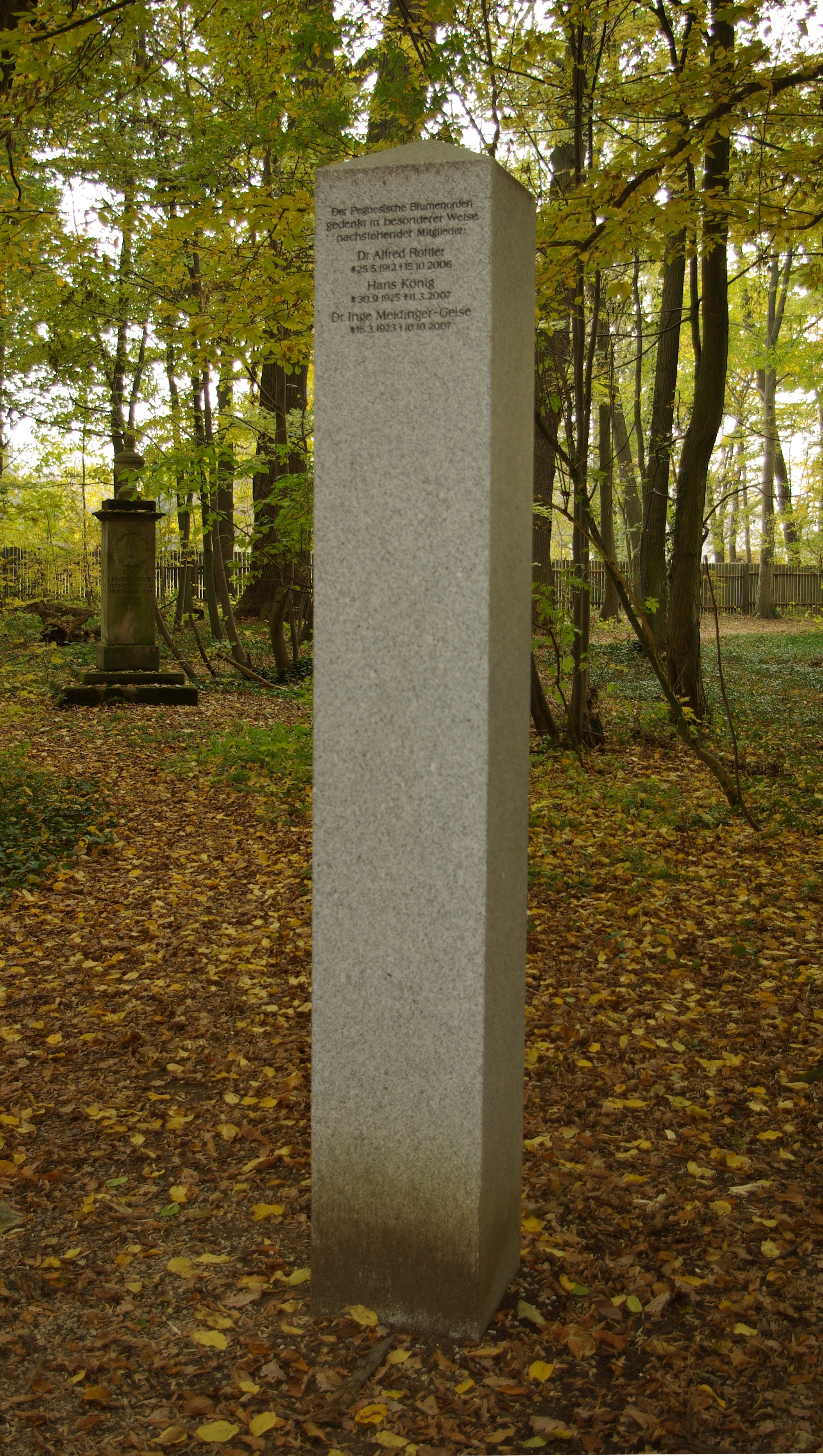
Gedenkstein für Inge Meidinger-Geise im Irrhain bei Nürnberg

Inge Meidinger-Geise ist Verfasserin von Romanen, Erzählungen, Gedichten, Theaterstücken und Hörspielen; daneben wirkte sie als Kritikerin und Herausgeberin. Sie war Mitglied des PEN-Zentrums Deutschland und der Europäischen Autorenvereinigung Die Kogge, deren Vorsitzende sie von 1967 bis 1988 war, und des Pegnesischen Blumenordens.

## Auszeichnungen
Inge Meidinger-Geise erhielt unter anderem folgende Auszeichnungen: 1956 die Willibald-Pirckheimer-Medaille der Stadt Nürnberg, 1972 den Kulturpreis der Stadt Erlangen, 1973 den Kogge-Ehrenring der Stadt Minden, 1976 den Hans-Sachs-Bühnenpreis, 1979 die Max-Dauthendey-Plakette und den schwedischen Mölle-Literaturpreis, 1985 das Bundesverdienstkreuz am Bande, 1988 den Wolfram-von-Eschenbach-Preis, 1993 das Ehrenkreuz des Pegnesischen Blumenordens und den Ehrenring der Stadt Minden sowie 1999 das Bundesverdienstkreuz 1. Klasse.

## Werke
| - Ostpreußische Wesensart in Agnes Miegels Werk, Erlangen 1945 - Agnes Miegel und Ostpreußen, Würzburg 1955 - Die Mondbude, Gütersloh 1955 - Helle Nacht, Mannheim 1956 - Welterlebnis in deutscher Gegenwartsdichtung, Nürnberg - 1 (1956) - 2 (1956) - Hannibal und die Unsterblichkeit, Gütersloh 1957 - Die Freilassung, Nürnberg 1958 - Katholische Dichtung in Deutschland, Köln 1958 - Das Amt schließt um fünf, Nürnberg 1960 - Margarete Windthorst und Westfalen, Emsdetten (Westf.) 1960 - Der Mond von gestern, Nürnberg 1963 - Saat im Sand, Nürnberg 1963 - Nie-Land, Emsdetten/Westf. 1964 - Jean Gebser – ein Denker unserer Zeit, Dortmund 1965 - Land und Leute in unserer Dichtung, Dortmund 1969 - Gegenstimme, Hamburg 1970 - Die Fallgrube, Witten, Berlin, Eckart 1971 - Nichts ist geschehen, Würzburg 1972 - Prägt der Dichter noch unsere Sprache?, Dortmund 1972 - Menschen und Feste, Himmerod 1975 - Quersumme, München 1975 - Erlanger Topographien, Kirchberg an der Jagst 1976 - Ordentliche Leute, Dortmund 1976 - Clownerien, München 1977 (zusammen mit Gunter Ullrich) - Begegnung mit Margarete Windthorst heute, Dortmund 1978 - Europa, Lahnstein 1978 - Kleinkost und Gemischtfarben, Rothenburg ob d. Tauber 1978 - Letzte Notizen für K., Stuttgart 1979 - Zwischen Stein und Licht, Lahnstein 1979 (zusammen mit Gunter Ullrich) - Ich schenke mir ein Jahr, Freiburg 1980 - Schloß Atzelsberg, Erlangen 1980 | - Heimkehr zu uns beiden, Bovenden 1981 - Ich bin geblieben, wo du warst, Stuttgart-Bad Cannstatt 1981 - Alle Katzen sind nicht grau, Würzburg 1982 - Jenseits der Wortmarken, Erlangen 1982 - Tee im Parterre, Freiburg, Kerle 1982 - Erlanger Kalenderblätter, Erlangen 1983 - Land an Berg und Strom, Rahden 1983 (zusammen mit Horst Wöbbeking) - Licht über der Straße, Erlangen 1983 - Was sich abspielt, München 1983 - Zweimal Ortwin, Hagen 1983 - Eine Minute Vergänglichkeit, Leipzig 1985 - Zählbares Unzählbares, Erlangen 1985 - Mauros Partner, Stuttgart 1988 - Menschen-mögliches, Gerlingen 1988 - Zwischenzeiten, München, Delp 1988 - Gutgebaute Häuser, Stuttgart 1989 - Meine Katzen, Göttingen 1989 - Menuett in Schwarz, Göttingen 1990 - Nichts in Sicht, Erlangen 1990 - Mut der Tauben, Lahnstein 1991 (zusammen mit Gunter Ullrich) - Haller Nachtgesicht, Erlangen 1992 - Mit durchsichtigen Worten, Nürnberg 1992 - Bodenpreise, Erlangen 1993 - Siebzig und mehr, Lahnstein 1993 - Die Hand des Zigeuners, Himmerod 1994 - Gesellschaft, Nürnberg 1997 (zusammen mit Gunter Ullrich) - Zeitsand, Nürnberg 1997 - Feuernester, München, Delp 1998 - 75 Jahre Inge Meidinger-Geise, Gelsenkirchen-Ückendorf 1998 - Rückflug, Erlangen 1999 |

## Herausgeberschaft
- Margarete Windthorst: Erde, die uns trägt, Emsdetten (Westf.) 1964
- Texte aus Franken, Erlangen 1968
- Ohne Denkmalschutz, Nürnberg 1970
- Margarete Windthorst: Der Krähenbusch, Emsdetten 1970
- Willibald Pirkheimer 1470/1970, Nürnberg 1970 (herausgegeben zusammen mit Karl Borromäus Glock)
- Generationen, Kirchberg (Jagst) 1971
- Hiob kommt nach Himmerod, Himmerod 1974 (herausgegeben zusammen mit Stephan Reimund Senge)
- Margarete Windthorst: Wege und Wanderungen, Dortmund 1975
- Grete Nickel-Forst: Mit einem Mund voll Zukunft, Duisburg 1976
- Wer ist mein Nächster?, Freiburg im Breisgau, Herder 1977
- Humor unterm Brennglas, Duisburg 1978
- Prisma Minden, Duisburg 1978
- Margarete Windthorst: Doch daß dann alles weitergeht, Dortmund 1978
- Frauen in Franken, Würzburg 1981
- Heinz Ehemann: Reimlose Balladen, Erlangen 1982 (herausgegeben zusammen mit Wolf Peter Schnetz)
- Erlangen 1950 – 1980, Erlangen 1982
- Jakob und der andere, Himmerod 1982
- Komm, süßer Tod, Freiburg [u. a.] 1982
- Elisabeth Engelhardt: Zwischen 6 und 60, München, Delp 1983
- Interview, Erlangen 1983 (herausgegeben zusammen mit Wolf Peter Schnetz)
- Martón Kalász: Zeit unsrer Rhapsodien, Erlangen 1983 (herausgegeben zusammen mit Wolf Peter Schnetz)
- Europäische Begegnungen in Lyrik und Prosa, Göttingen 1984
- Frauengestalten in Franken, Würzburg 1985
- Die Worte haben es schwer mit uns, München 1985 (herausgegeben zusammen mit Wolf Peter Schnetz)
- Erlangen 1686 – 1986, Erlangen 1986
- Das Nadelöhr – ein Hintertürchen?, Stuttgart 1987
- Francis Bebey: Heavy Ghetto, München, Delp 1988 (herausgegeben zusammen mit Wolf Peter Schnetz)
- Das verfolgte Wort, Göttingen 1988
- Margarete Windthorst: Erde und Menschen, Emsdetten 1988
- Rudi Strahl: Krisenmanagement, München 1989 (herausgegeben zusammen mit Wolf Peter Schnetz)
- Koschka Hildenbrand: Brief an den Herrn Bruder, München 1990 (herausgegeben zusammen mit Wolf Peter Schnetz)
- Jochen Lobe: Deutschlandschaften, München 1992 (herausgegeben zusammen mit Wolf Peter Schnetz)
- Stephan Reimund Senge: Er dazwischen, Himmerod 1994